# Gran Vernel
El Gran Vernel (3.210 m.) és un cim de la Marmolada a les Dolomites. Es troba a la província de Trento (Trentino - Tirol del Sud). Des de la Vall de Fassa la muntanya agafa una forma particularment esvelta. Es pot fer el cim partint del pas Fedaia i superant dificultats fins al tercer grau.

## Ubicació i entorn
El Gran Vernel s'alça com una piràmide de roca aïllada al nord-oest del cim principal de la Marmolada, el Punta Penia, separada per la profunda incisió del congost de Marmolada (2896 m). La carena occidental de la muntanya té els cims Punta Cornates (3029 m) i Pala di Vernel (2836 m), al nord-est del cim principal, es troba la Roda de Mulon (2882 m), al sud-est del Piccolo Vernel (3098 m) aigües amunt. La glacera de Vernel, al peu de la glacera Marmolada, també es troba a l'est del cim principal. Les vistes més impressionants de la muntanya són des del Passo Fedaia, de la cresta del Padon al nord o des de la Vall de Fassa, prop d'Alba i Penia.

## L'alpinisme
La primera pujada del Vernel va ser el 8 Juliol de 1879, pel geògraf alemany Gottfried Merzbacher amb els guies de muntanya Cesare Tomè, Giorgio Bernard i Giovanni Battista Bernard. Van escollir la pujada per la banda est de la muntanya, que ara es considera una ruta normal (grau III de la graduació de vies d'escalada). El 1898, Eberhard Ramspeck va pujar per primera vegada a la cara sud. Altres primers ascensos importants van ser realitzats a la dècada del 1920 i 30 per Ettore Castiglioni, que el 1935 va escalar la llarga carena oest (grau IV). Les rutes a través del mur nord es van desenvolupar gradualment entre 1940 i 1980.
El dia 10 Abril de 1979, el muntanyenc i esquiador extrem Toni Valeruz, des de la vall de la Fassa, va creuar per primera vegada la cara nord-oest del Gran Vernel en baixada. Després d'haver estat abandonat a la cimera per un helicòpter, només va trigar 30 minuts a baixar per la paret de roca coberta de neu (fins a grau IV). Aquesta actuació es va escenificar com un gran espectacle al qual van assistir centenars d'espectadors i fins i tot va ser gravat per la ràdio italiana. Valeruz té un total de quatre variants diferents a la cara nord que abans es consideraven "impossibles" per als esquiadors
.

## Caiguda de roques
El 4 d'agost de 2015, es va produir una caiguda important de roques a la zona del Contrintal. El núvol de pols arribava fins al Refugi Contrin. Segons el refugi, el volum va ser d'uns 100.000 metres cúbics. Per raons de seguretat, calia bloquejar temporalment una pista de senderisme. No hi va haver ferits.

## Refugis
Gràcies a la densa xarxa de refugis, hi ha diverses bases per escalar el recorregut normal.
- Refugi Pian dei Fiacconi (2626 m) a l'estació superior del telecadira Marmolada
- Refugi Contrin (2016 m al costat sud, a Val Contrin
- Refugi Ettore Castiglioni (2054 m) a la riba nord-oest del llac Fedai